# Saint-Félix-de-Rieutord
Saint-Félix-de-Rieutord è un comune francese di 434 abitanti situato nel dipartimento dell'Ariège nella regione dell'Occitania.

## Società

### Evoluzione demografica
Abitanti censiti